# 4 amiche e un paio di jeans (film)
4 amiche e un paio di jeans (The Sisterhood of the Traveling Pants) è un film drammatico del 2005, diretto da Ken Kwapis e prodotto da Warner Bros. La pellicola si basa sul romanzo Quattro amiche e un paio di jeans (2005) di Ann Brashares.
Le quattro attrici principali sono legate al mondo della televisione: Alexis Bledel e Amber Tamblyn, rispettivamente protagoniste in Una mamma per amica e Joan of Arcadia, sono arrivate a questo film grazie al successo ottenuto dalle serie TV a cui hanno preso parte, mentre America Ferrera e Blake Lively sono diventate famose negli anni successivi, recitando rispettivamente in Ugly Betty e Gossip Girl.
Nel 2008 è stato realizzato un sequel del film (4 amiche e un paio di jeans 2), tratto dal quarto ed ultimo romanzo della serie Per sempre in blu. Quattro amiche e un paio di jeans di Ann Brashares.

## Trama
Tibby, Lena, Carmen e Bridget sono quattro amiche sedicenni. Hanno vissuto a stretto contatto l'un l'altra fin dall'infanzia, condividendo gioie e dolori della breve vita. Si ritrovano alle porte dell'estate che le vedrà per la prima volta separate; ognuna impegnata in esperienze diverse. Durante una giornata dedicata allo shopping, trovano e provano un paio di jeans che, stranamente, calza perfettamente a tutte e quattro. Questo singolare caso è visto come un segno del destino e definiscono "magici" quei jeans. Decidono quindi di acquistarli e dividerseli equamente, tenendoli una settimana e, al termine della settimana, spedirli all'amica che ne ha diritto raccontandosi cosa è successo mentre l'indossava. Le quattro amiche affrontano l'estate che segnerà il passaggio dall'adolescenza a giovani donne.
Tibby è l'unica delle amiche a non partire, rimanendo in città. Quest'ultima lavora in un grande magazzino, e vive apaticamente frenando i suoi sentimenti, il suo unico interesse è realizzare un documentario sui perdenti nella vita. Si ritroverà tra i piedi una dodicenne, Bailey, che si imporrà come sua assistente, man mano tra le due si stringerà un forte legame soprattutto quando Tibby scoprirà che la sua nuova amica è malata di leucemia. L'amicizia con Bailey riuscirà a liberare le emozioni di Tibby, fino ad ora trattenute.
Lena Kaligaris è una ragazza attraente ma introversa. Andrà dai nonni in Grecia e conoscerà un ragazzo, Kostas, i cui rispettivi nonni si odiano. Lena, venuta a conoscenza di ciò, dapprima cerca di allontanarsi dal giovane, ma poi i due si innamorano. Una sera Kostas porta Lena a ballare, i nonni scoprono i due ragazzi e impediscono a Lena di rivedere Kostas. Infine la ragazza persuaderà il nonno a cambiare idea e andrà a salutare Kostas prima della partenza di quest'ultimo per l'università dichiarando i suoi sentimenti per la prima volta.
Bridget è una ragazza determinata ai limiti della sconsideratezza, a cui piace stare al centro dell'attenzione. Passa la sua estate in un campus in Messico dove pratica lo sport del calcio, mettendosi in mostra in ogni occasione agli occhi del vice-allenatore Eric, di cui si è innamorata. Dopo una lunga serie di sguardi e provocazioni i due scelgono di cedere alla loro passione. Ma la perdita della verginità alimenterà ancora di più il vuoto che ha dentro di sé, dovuto al trauma per la perdita della madre, morta qualche anno prima. Un'estate per lei ricca di emozioni forti, in cui grazie all'affetto delle amiche e ad un paio di jeans riuscirà a colmare il vuoto dentro di sé.
Carmen da piccola ha dovuto subire l'abbandono del padre. Durante l'estate parte per ritrovarlo. Il suo entusiasmo si spegne quando scopre che Al è in procinto di sposarsi con una nuova donna. Il padre è per giunta unicamente preoccupato dei preparativi del matrimonio. In quella situazione inattesa la ragazza troverà infine il coraggio di affrontare la realtà ed avere un chiarimento con lui. Grazie anche alle sue amiche capirà di non poter cambiare il percorso della vita. Dopo essere riuscita ad instaurare col genitore un nuovo e leale rapporto padre-figlia, gli sarà accanto durante la cerimonia nuziale. Sarà la sua damigella d'onore pur senza indossare i vestiti adatti all'occasione.

## Trasmissione internazionale
- Uscita negli USA: 1º giugno 2005
- Uscita in Australia: 23 giugno 2005
- Uscita in Italia: 19 agosto 2005
- Uscita in Spagna: 26 agosto 2005
- Uscita nel Regno Unito: 26 agosto 2005
- Uscita in Francia: 9 novembre 2005
- Uscita in  Germania: 19 giugno 2006